# 北田豊三郎

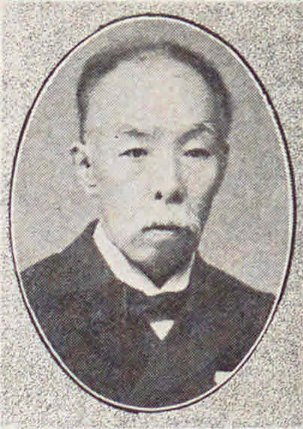
北田豊三郎

北田 豊三郎（きただ とよさぶろう、嘉永5年6月20日（1852年8月5日） - 大正14年（1925年）1月25日）は、堺市長、衆議院議員。

## 経歴
和泉国堺出身。1874年（明治7年）より、副戸長、学区取締、学区取締幹事、戸長、和泉郡・大鳥郡書記を歴任した。1881年（明治14年）、大阪府会議員に当選し、1891年（明治24年）には副議長、1892年（明治25年）には議長に就任した。また1889年（明治22年）には堺市会議員に当選し、議長に選出されている。
1893年（明治26年）、堺市長に就任。学校建設、商品陳列所・米穀取引所設立に尽力した。1898年（明治31年）の第5回衆議院議員総選挙に出馬し、当選。同年の第6回衆議院議員総選挙でも再選された。その後も堺市農会長などの公職を務め、1915年（大正4年）には5回目の大阪府会議員当選と3回目の議長就任を果たした。1917年（大正6年）、第13回衆議院議員総選挙に出馬し、当選した。
実業方面では、堺米穀取引所理事長、堺電灯株式会社取締役社長、高野鉄道会社専務取締役などを務めた。